# Eddie Lang
Eddie Lang o Blind Willie Dunn, pseudonimo di Salvatore Massaro (Filadelfia, 25 ottobre 1902 – New York, 26 marzo 1933), è stato un chitarrista statunitense di origine italiana.

## Biografia
Figlio di Domenico, un liutaio molisano originario di Monteroduni, in provincia di Isernia, trasferitosi a Filadelfia, in Pennsylvania, cominciò studiando il violino. Fu vicino di casa, compagno di scuola e amico di Giuseppe "Joe" Venuti, con cui avrebbe poi lavorato per gran parte della sua carriera. Nel 1918 era già attivo come professionista, suonando il violino, il banjo e la chitarra. Dopo aver lavorato per diverse orchestre del Nord-Est degli Stati Uniti, passò un anno a Londra 1924-1925 stabilendosi infine a New York.
In quegli anni fece parte delle orchestre di Venuti, Adrian Rollini, Roger Wolfe Kahn e Jean Goldkette e fece molto lavoro di studio come sideman sia in radio, sia per la nascente industria del disco, incidendo in una gran varietà di stili e generi musicali. Nel 1929, assieme a Venuti, si unì all'orchestra di Paul Whiteman, con la quale comparve nel film The King of Jazz.
Lang seguì Bing Crosby, come accompagnatore, quando quest'ultimo lasciò Whiteman, e in questa veste partecipò al film Big Broadcast (1932).
Eddie Lang morì a causa di una improvvisa emorragia a seguito di un'operazione di tonsillectomia cui si era sottoposto per curare le sue continue laringiti.

## Carriera musicale

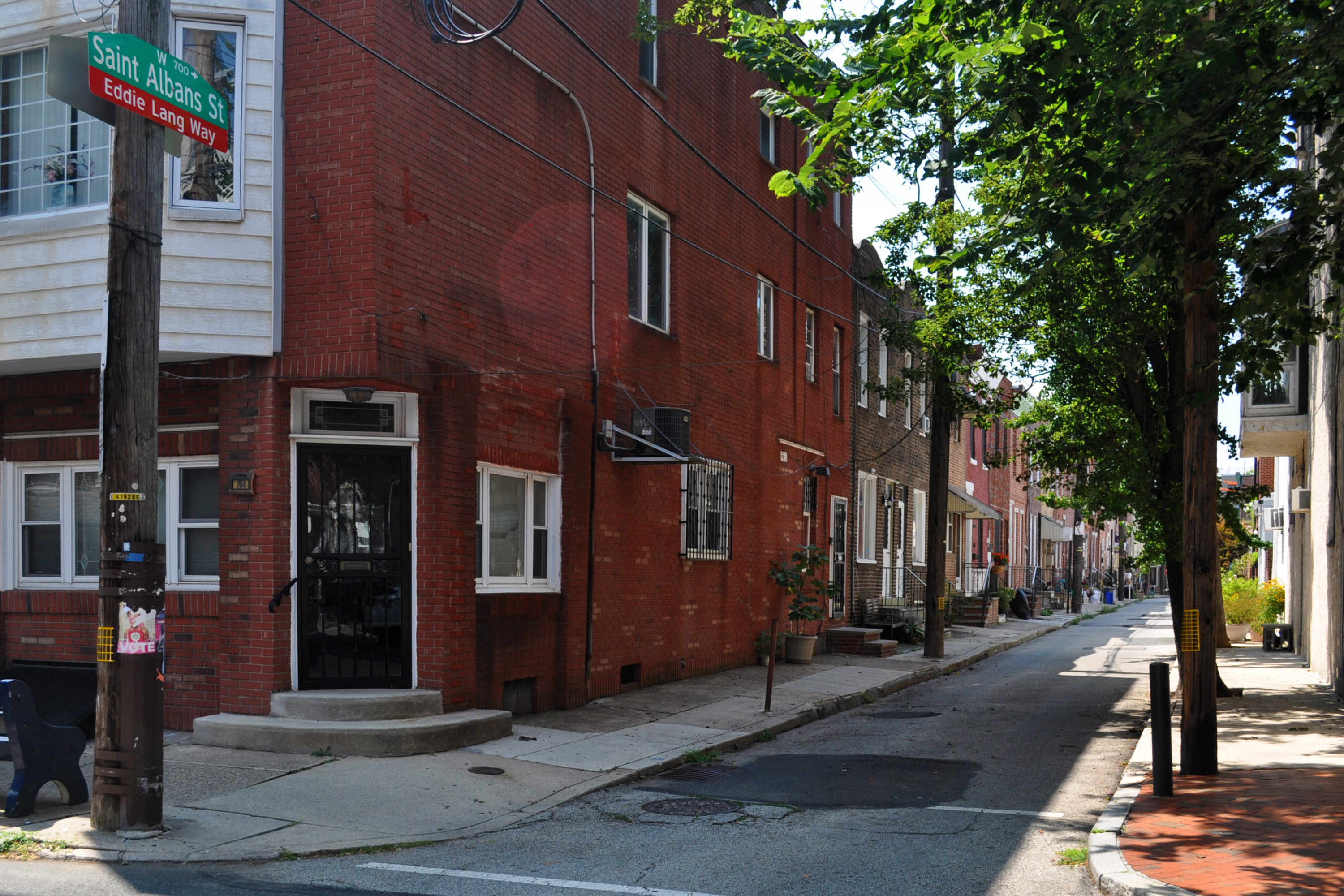
Eddie Lang Way - La via dedicata a Eddie Lang a Filadelfia

Il contributo di Lang allo stile della chitarra jazz (e di altri stili) fu innovativo e pionieristico.
Con l'orchestra di Venuti Lang registrò una ventina di sedute d'incisione (alcune delle quali ripubblicate di recente dalla Mosaic Records: titoli notevoli sono Goin' Places, The Wild Dog e Cheese and Crackers) che definirono il jazz per piccola formazione di quegli anni. Leonard Feather  dice: "Lang seppe acquisire uno stile unico, una finezza tonale e una delicatezza quasi da musica da camera fino allora sconosciuti nel jazz".
In campo jazzistico, Lang, che era il chitarrista più ricercato dell'epoca, registrò - oltre che con le orchestre già citate - anche con Bix Beiderbecke, The Mound City Blue Blowers, Louis Armstrong, King Oliver, Benny Goodman, Bessie Smith, Jack Teagarden, Karl Cress e molti altri: è lui il chitarrista in "Singin' the Blues" di Beiderbecke.
Lang utilizzò anche lo pseudonimo Blind Willie Dunn (col gruppo Blind Willie Dunn and his Gin Bottle Four) e sotto questo nome registrò nel 1929 per la Okeh di New York un certo numero di brani con Lonnie Johnson, eccezionale chitarrista di colore. La scelta del nome che richiamava quello di altri suonatori neri di blues (Blind Blake, Blind Lemon Jefferson, Blind Willie Johnson, Blind Willie McTell) fu dovuta probabilmente al fatto che ben pochi afroamericani (cui i dischi blues erano destinati, nel mercato detto "race records") avrebbero pensato che un bianco sapesse suonare il blues. Sull'esperienza, Lonnie Johnson ebbe a dire "Lang era il miglior chitarrista che avessi mai incontrato e le registrazioni che feci con lui rimangono la mia esperienza migliore... era la persona più gradevole con cui abbia mai lavorato"

## Discografia parziale
- Timeless Records, The Quintessential Eddie Lang 1925 – 1932
- JSP Records,  Joe Venuti: Vol. 1 & 2-The 1920's & 1930's Sides